# UT0
UT0, Universal Time 0. Universaltid definieras genom astronomiska och geodetiska observationer som bundits till någon punkt på jordytan (Greenwich). UT0 har ingen korrektion för polvandringen, UT1 har korrektion för polvandringen, och den numera föråldrade UT2 har även korrektioner för jordrotationens årstidsvariationer. Systemet upprätthålls av IERS (tidigare BIH).